# Lingue iberiche occidentali
Le lingue iberiche occidentali sono un ramo delle lingue ibero-romanze.

## Classificazione
Secondo l'edizione 2009 di Ethnologue, le lingue iberiche occidentali sono così classificate:
- Lingue asturiano-leonesi
  - asturiano
  - leonese
  - mirandese
  - Varianti di transizione tra il castigliano e il asturo-leonese.
    - estremegno
    - cantabrico
- Lingue castigliane
  - giudeo-spagnolo o ladino
  - spagnolo
- Lingue galiziano-portoghesi
  - fala
  - gallego
  - portoghese